# Балка Водяна (притока Сугоклія-Комишуватої)
Балка Водяна — балка (річка) в Україні у Компаніївському районі Кіровоградської області. Права притока річки Сугоклія-Комишувата (басейн Південного Бугу).

## Опис
Довжина балки приблизно 5,59 км, найкоротша відстань між витоком і гирлом — 3,29 км, коефіцієнт звивистості річки — 1,70. Формується декількома струмками та загатами. На деяких ділянках балка пересихає.

## Розташування
Бере початок у селі Громадське. Тече переважно на південний схід понад селом Лужок і на південно-західній стороні від села Живанівки впадає в річку Сугоклію-Комишувату, ліву притоку річки Сугоклії.

## Цікаві факти
- На південно-східній околиці села Лужок балку перетинає автошлях Т 1216[3] (автомобільний шлях територіального значення в Кіровоградській області. Проходить територією Кропивницького району через Компаніївку — Устинівку. Загальна довжина — 43,5 км.).
- У XX столітті на балці існували молочно, -птахо-тваринні ферми (МТФ, ПТФ)[2], а у XIX столітті — 1 хутір[1].